# Carpha rodwayi
Carpha rodwayi là một loài thực vật có hoa trong họ Cói. Loài này được W.M.Curtis mô tả khoa học đầu tiên năm 1985.